# BRL V6

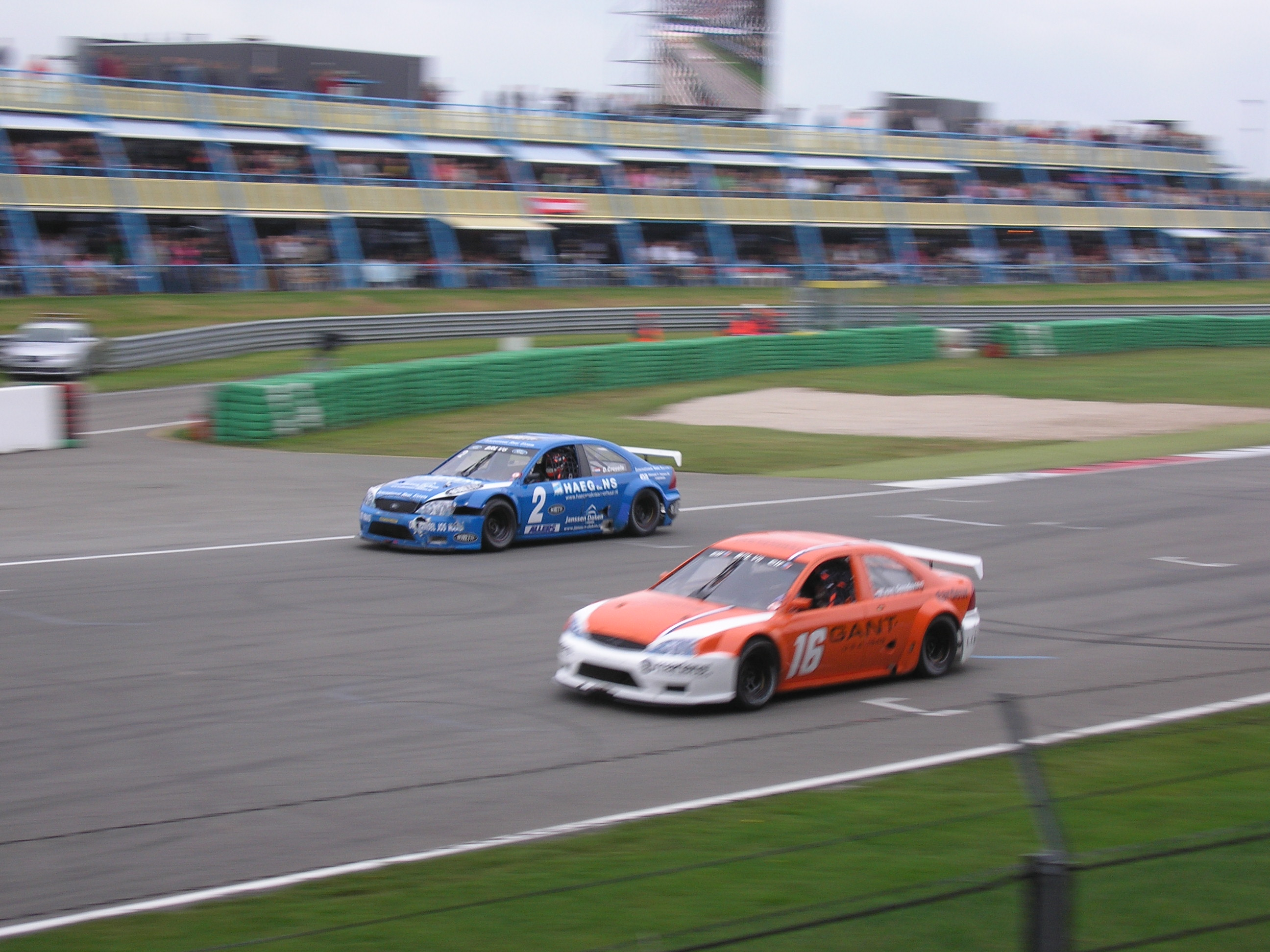
BRL V6 auf TT Circuit Assen

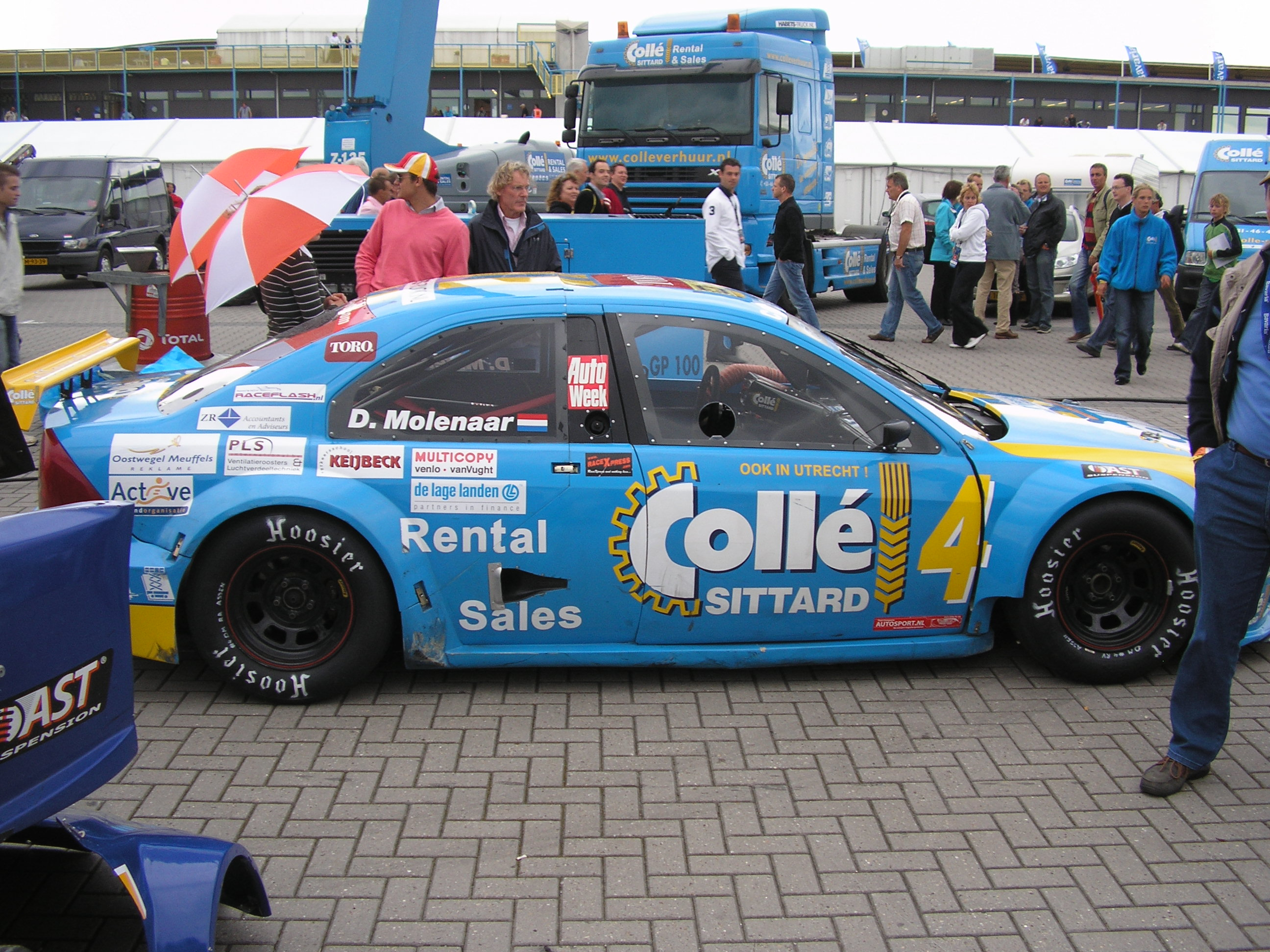
BRL V6 von Donald Molenaar

Benelux Racing League V6 (kurz BRL V6) ist eine 2004 gegründete Tourenwagen-Rennserie.

## Fahrzeug
Der BRL-V6 ist ein Silhouetten-Tourenwagen, der auf einem Rohrrahmen-Chassis basiert und mit V6-Fordmotoren mit einer Leistung von rund 239 kW (325 PS) ausgestattet ist. Das Fahrzeuggewicht beträgt 925 Kilogramm. Vorgeschriebene Reifen sind Hoosier- oder Dunlop-Slicks. Es ist eine schwerere Version der BRL-Light-Version.
Die Fahrzeuge werden für die niederländische Dutch Supercar Challenge und für Racewayrennen (Ovalkursrennen) eingesetzt. Im Jahr 2005 fand die erste Profiserie statt. Bekannte Fahrer waren zum Beispiel: der ehemalige DTM-Champion Kurt Thiim, Le-Mans-Fahrer Marc Goossens und Jeroen Bleekemolen. 2005 gewann Bleekemolen 11 von 14 Rennen.
Zur Zeit nehmen rund 30 Fahrzeuge mit unterschiedlichen Fahrern in 13 Teams in dieser Klasse teil. Betreiber und Organisator ist die BRL Association.

## Technische Daten

### Antrieb
- V6-Motor von Ford
- Hubraum: 4000 cm³
- Leistung: 268 kW (365 PS)
- Drehmoment: 440 Nm
- Motormanagement versiegelt

Getriebe
- sequentielles 6-Gang Getriebe mit Powershift
- Sonderkupplung von Tilton mit Aluminium-Schwungrad
- Drenth-Sperrdifferenzial versiegelt

### Fahrzeuggewicht
- 975 kg

### Räder und Fahrwerk
- 18-Zoll-Reifen
- Einzelradaufhängung
- einstellbare AST Stoßdämpfer
- einstellbarer Sturz und Nachlauf
- Wilwood Scheibenbremsen, Durchmesser vorne 300 mm und hinten 260 mm

## Meister
| Jahr                              | Fahrer                           | Team               | Reifen  | Punkte |
| --------------------------------- | -------------------------------- | ------------------ | ------- | ------ |
| 2004                              | Niederlande Donny Crevels        | Weytech            | Hoosier | 86     |
| 2005                              | Niederlande Jeroen Bleekemolen   | US Carworld Racing | Hoosier | 262    |
| 2006                              | Niederlande Sandor van Es        | Collé Racing       | Hoosier | 203    |
| 2007                              | Niederlande Donald Molenaar      | Collé Racing       | Hoosier | 206    |
| 2008                              | Niederlande Donald Molenaar      | Collé Racing       | Hoosier | 230    |
| 2009                              | Niederlande Donald Molenaar      | Collé Racing       | Hoosier | 210    |
| Dutch Supercar Challenge - BRL V6 |                                  |                    |         |        |
| 2010                              | Niederlande Niels Bouwhuis       | BRL Association    | Dunlop  | 210    |
| Raceway Venray BRL V6             |                                  |                    |         |        |
| 2011                              | Niederlande Jacky van der Ende   | Van Berlo Racing   | Hoosier | 351    |
| 2012                              | Niederlande Jacky van der Ende   | Van Berlo Racing   | Hoosier | 254    |
| 2013                              | Niederlande Renger van der Zande | Teunissen Racing   | Hoosier | 298    |